# Лев Юди

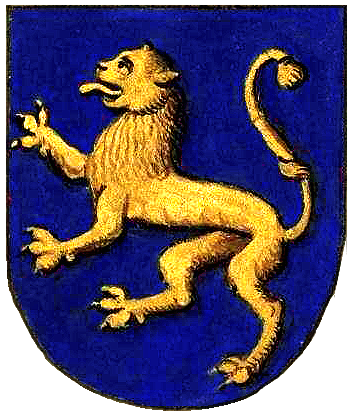
Лев Юди («Thesouro de Nobreza», 1675)

Лев Юди на гербі Єрусалиму

Прапор Ефіопії (1897—1974) з Левом Юди в центрі

Лев Юди (Лев від коліна Юди) уперше зустрічається в книзі Буття Старого Завіту (1-а книга Мойсея), де ізраїльське коліно Юди має своїм символом лева.

## Старий Завіт
У юдаїзмі біблейський Юда (староєврейський Єгуда), той, що дав ім'я коліну Юди, традиційно був пов'язаний з символом лева. У 1-й книзі Мойсея прабатько Яків благословляє свого сина Юду, називаючи його Гур Арієх, що в перекладі із староєврейського означає молодий лев (Буття 49:9): «Молодий лев Юда, із здобичі, син мій, піднімається. Преклонився він, ліг, як лев і як левиця: хто підніме його?». В стародавній Юдеї було традицією об'єднувати власне ім'я з прізвиськом.
У зв'язку з тим, що згодом коліно Юди стало найбільш могутнім серед давньоізраїльських родів, як у стародавній Юдеї, так і серед євреїв Нового часу збереглися у варіантах вимови і в перекладах слова «лев» синонімічність його з поняттям «Юда» (Єгуда). Лейб мовою їдиш означає лев. Також і дуже поширене сучасне єврейське ім'я Арі (чи Аріель) перекладається як лев.

## Новий Заповіт
У християнській традиції лев є одним з символів Христа. Різні християнські організації використовують його в назві або як свою емблему. Лев Юди згадується в Одкровенні Іоанна Богослова (Буття 5:5): «І один із старців сказав мені: не плач, ось, лев від коліна Юди, корінь Давидів, переміг і може розкрити цю книгу і зняти сім печаток її».
У християнській Ефіопії Лев Юди був одним зі священних символів могутності імператорської влади.

## У культурі

### Геральдика
У європейській геральдиці лев Юди зображувався у вигляді золотого лева сторчма на лазуровому тлі. Цей герб належав до категорії уявних гербів.